# Hyposmocoma adolescens
Hyposmocoma adolescens — вид молі роду Hyposmocoma, ендемік Гавайських островів. Зразки зібрані в типовій місцевості Олінда на висоті приблизно 1200 м над рівнем моря.

## Поширення
Зустрічається на острові Мауї.

## Синоніми
- Neelysia agnetella